# Рок-группа
Рок-группа — музыкальный коллектив, работающий в жанре рок-музыки. Первые рок-группы появились в США и Великобритании во второй половине 1950-х годов, одновременно с популяризацией рок-н-ролла.
Рок-группа представляет собой особый формат музыкального коллектива, имеющий характерные особенности в составе, численности и используемых инструментах.

## Развитие формата
Развитие формата рок-групп связано с возрастанием доли собственного творчества в репертуаре того или иного музыкального исполнителя. Как правило, вплоть до середины 1960-х годов музыкальные коллективы исполняли чужие песни, либо служили обычным аккомпанирующим ансамблем при лидере-певце. Тенденция к самостоятельному сочинению песен и выработке аранжировок породила потребность в организации нового типа компактных коллективов. В Великобритании на волне скифла и общего массового увлечения рок-н-роллом среди молодёжи в 1950-е годы появились сотни любительских скифл-групп, многие участники которых стали известными музыкантами. Среди самых ранних известных рок-групп можно назвать The Crickets, The Coasters, The Shadows.
Музыкальная индустрия, однако, продолжала делать упор на маркетирование певцов или — в случае с группами — лидеров музыкальных коллективов, нежели групп как таковых. Лишь крупный успех и чётко обрисованный внешний образ таких групп, как The Beatles, The Beach Boys помог по-настоящему сломить эту тенденцию. Пример The Beatles оказал значительное влияние на формат рок-групп 1960-х годов и вообще, на архетип рок-группы, как таковой.
Парадоксальным образом они также повлияли на создание искусственных, собранных продюсерами коллективов, для которых подбирался яркий образ, писалась музыка и тому подобное. Типичным примером могут служить The Monkees, Herman's Hermits, которые никогда не играли на музыкальных инструментах при записи в студии, но, тем не менее, имели множество хитов и большую популярность. Большую роль в них играли, соответственно, продюсеры, менеджеры. Как правило, музыкальная деятельность таких коллективов сходила на нет, как только сменялись господствующие музыкальные стили.

## Структура

### Инструменты
В наиболее распространённый состав рок-группы входят: вокалист, гитарист, бас-гитарист, барабанщик и клавишник (иногда второй гитарист). Иногда в составе современных групп может быть диджей (Slipknot, Mushroomhead, Limp Bizkit, Linkin Park).
Редко, но встречаются примеры экспериментальных групп без какого-либо из упомянутых компонентов: без вокала (Ozric Tentacles), без баса (The Doors, The White Stripes, The Black Keys, Рубль, Yeah Yeah Yeahs), без гитар (The Dresden Dolls, И Друг Мой Грузовик), без ударных (Summoning) или вообще без использования традиционных инструментов (Suicide, Van Canto, Apocalyptica до 2003). В данном случае музыканты добиваются характерного звучания с помощью других инструментов — электронных инструментов, голосового звукоподражания, виолончелей.
Иногда в качестве солирующих (изредка вместо гитары/клавишных, чаще совместно с ними) используются симфонические или этнические (народные) инструменты: флейта (Jethro Tull, Focus, Camel), саксофон (Colosseum, Weather Report, Supertramp), скрипка (Kansas, Mahavishnu Orchestra, Curved Air), губная гармоника (John Mayall Bluesbreakers, Neil Young & Crazy Horse, Krokodil), баян (Ноль) и т. д. Чаще всего это группы фолк-, арт-, прогрессив- и джаз-рока.

### Численность
В соответствии с используемыми инструментами, типичная рок-группа составляет 4-5 человек, реже 3 или 6. Существуют и другие, нестандартные способы организации группы. Наиболее распространённые виды групп:
- Трио, состоящие из гитариста (реже — клавишника), бас-гитариста и барабанщика, в которых функции вокалиста выполняются одним из музыкантов (как вариант — группы из вокалиста, гитариста и бас-гитариста и драм-машиной вместо барабанщика [The Sisters of Mercy] либо инструментальное трио без вокала) (Placebo, ELP, Cream, The Police, Nirvana, Rage, Muse, Green Day, Motörhead, The Jam, The Jimi Hendrix Experience, Blink-182, Круиз в сер. 80-х, Машина Времени в сер. 70-х, Урфин Джюс, Primus, 30 Seconds to Mars).
- Квартет, где вокалист играет на ритм-гитаре, бас-гитаре или соло-гитаре (The Beatles, Sum 41, Three Days Grace, System of a Down, Soundgarden, Skillet, Metallica, Megadeth, Kiss, Slade, Foo Fighters, Pixies, Arctic Monkeys, Bullet For My Valentine, The Velvet Underground, Static-X, Television, Slayer, The Clash, Status Quo в 70-x, Воскресение, Theory of a Deadman, Nickelback, Кино, Thin Lizzy, Гражданская оборона, Interpol, The Bangles, Зоопарк, The Offspring, Fall Out Boy, Sonic Youth, Creedence Clearwater Revival).
- Квартет с клавишником (Riverside , Pink Floyd, Silversun Pickups, The Small Faces, Агата Кристи, Пикник, Iron Butterfly, Type O Negative, Ten Years After).
- Квартет, где вокалист не играет на инструментах (Sex Pistols, P.O.D., Limp Bizkit, Queen, Papa Roach, My Chemical Romance, The Who, Led Zeppelin, The Smiths, Red Hot Chili Peppers, Blur, R.E.M., Black Sabbath, Nazareth, Lumen, Billy Talent, The Rasmus, Manowar, Shocking Blue, Disturbed, AFI, The Cranberries, Skunk Anansie, Tool, Stone Temple Pilots, Van Halen, Guano Apes, Ramones, Garbage) — типичен для групп классического рока, хард-рока и метала.
- Квинтет с двумя гитаристами и неиграющим вокалистом (AC/DC, The Stooges, Scorpions, New Found Glory, Simple Plan, Judas Priest, Helloween, Dead Boys, Cannibal Corpse, Guns N'Roses, The 69 Eyes, Good Charlotte, Тараканы!, As I Lay Dying, Кипелов, Ария, The Rolling Stones, Pearl Jam, The Mothers of Invention до 1966, The Animals в 1966—1968 гг., The Byrds, The Runaways, Twisted Sister) — типичен для хеви-метал, дэт-метал, металкор и некоторых хард-рок групп.
- Квинтет с клавишником (Uriah Heep, Maroon 5, Rainbow, Deep Purple, Sunrise Avenue, Children of Bodom, HIM, Nightwish до 2012, Status Quo, Blue Oyster Cult, Rhapsody, Dream Theater, Sonata Arctica, Genesis до 1975, Машина времени, The Animals, Faith No More, Сплин, Marilyn Manson, Lordi) — типичен для прогрессив-рока, пауэр-метал, прогрессив-метал и хард-н-хеви.
- Секстет — представляет собой одну из предыдущих комбинаций с одним дополнительным музыкантом на любом инструменте (Iron Maiden, Король и Шут, Catharsis, Linkin Park, Rammstein, Август, Jefferson Airplane, Blondie, Poets of the Fall, Hollywood Undead, Nightwish с 2012).
- Рок-оркестр — ансамбль, состоящий из неограниченного числа музыкантов на любых принятых в рок-музыке инструментах (Arcade Fire, Trans-Siberian Orchestra, Haggard, Electric Light Orchestra, Diablo Swing Orchestra, Slipknot, Nick Cave & The Bad Seeds, Mushroomhead, E Street Band, The Mothers of Invention, Аквариум, Oingo Boingo, АукцЫон, Florence and the Machine, Ленинград).

Иногда реальный состав группы и официальный (указанный на её сайте) расходятся. Для участия в концертах некоторые группы прибегают к услугам сессионных музыкантов, а в записи студийных альбомов нередко участвуют специально приглашённые музыканты.
Также существуют группы, содержащие более одного ведущего вокалиста, чаще двоих. При этом оба могут петь одинаковым методом (The Beatles, Sonic Syndicate, Blink-182, Агата Кристи). Один может петь гроулингом или скримингом, а другой чистым вокалом: Mushroomhead, Alesana, Amatory, The Devil Wears Prada. Один исполняет рэп (речитатив), другой чистый вокал, гроулинг и/или скриминг (Linkin Park, Hollywood Undead). Или могут сочетаться мужской и женский вокал: Deadlock, Lacuna Coil, Slot. Возможно также хоровое пение, когда задействованы все или почти все участники группы и разделены на партии: The Beatles, Muse, Машина Времени.